# Roses dans un vase
Roses dans un vase (Rose dentro un vaso) è un dipinto del pittore francese Pierre-Auguste Renoir, realizzato nel 1890 e conservato al Musée d'Orsay di Parigi.

## Descrizione
Dopo il tramonto della fase impressionista, durante la quale si era volto maggiormente alla ritrattistica o a temi legati alla modernità, Renoir riprese a cimentarsi con il genere della natura morta, di cui le Roses dans un vase costituisce un esempio elevato. Lo splendido mazzo, che si allarga in tutte le direzioni, è caratterizzato dalla presenza di fiori con corolle grandi e petali carnosi i quali riempiono con pochi tralci tutta la superficie dipinta. A rendere ancora più interessante il dipinto è l'analogia che Renoir frappone tra i fiori e la bellezza muliebre: lo stesso pittore, infatti, ammise che spesso dipingeva questo genere di quadri come bozzetti preparatori per nudi femminili. Renoir, infatti, era colpito dall'attinenza cromatica tra l'epidermide delle donne che dipingeva e i fragranti petali dei fiori, e arrivò persino a modellare l'incarnato delle proprie modelle a forma di rosa, in una sorta di corrispondenza biunivoca tra le due parti.
Un altro interessante confronto si può effettuare tra questo quadro e le Ninfee dipinte proprio in quegli anni da Monet a Giverny. Riportiamo di seguito il commento di Giovanna Rocchi:
(Giovanna Rocchi)